# Mrakovo
Mrakovo (in russo Мраково?; in baschiro Мораҡ) è un villaggio della Russia europea orientale, situato nella Repubblica autonoma della Baschiria; appartiene al rajon Kugarčinskij, del quale è il centro amministrativo.
Il villaggio si trova sulla riva destra del fiume Bol'šoj Ik, 271 km a sud di Ufa.